# Ciprus turizmusa

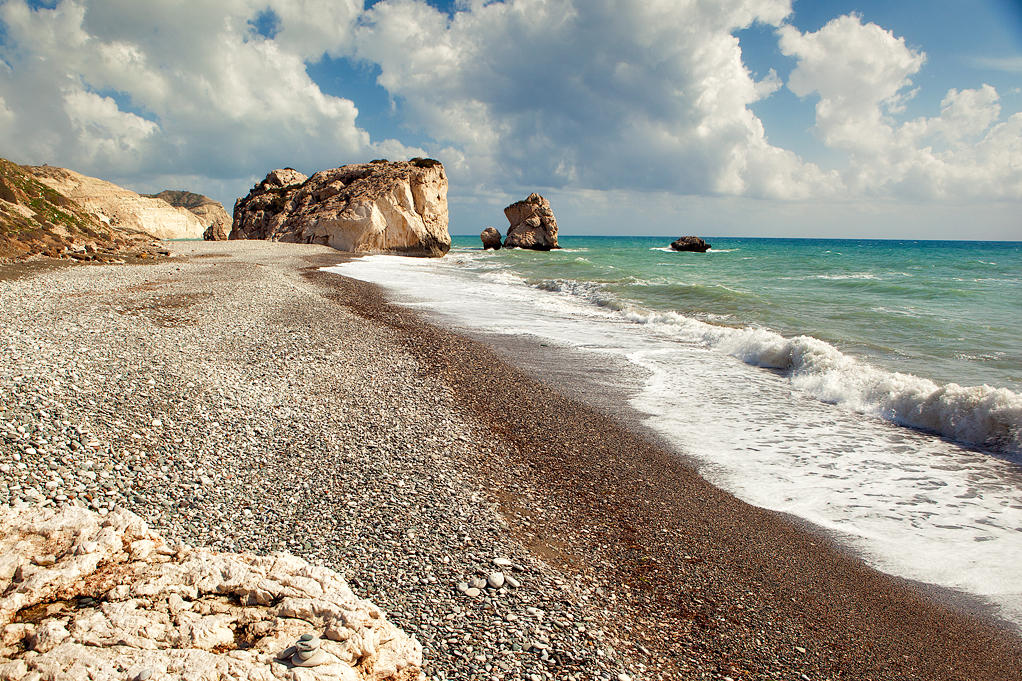
Petra tou Romiou-nál ("A görög sziklája") emelkedett ki a legenda szerint a tengerből Aphrodité, a szerelem istennője

A ciprusi turizmus kiemelkedő helyet foglal el az ország gazdaságában, és az évek során jelentősen befolyásolta az ország kultúráját és multikulturális fejlődését. 2006-ban az idegenforgalmi ágazat az ország GDP-jének 10,7% -át adta, illetve 113 000 embernek nyújtott megélhetést. Átlagosan legalább évi 4 millió turista érkezik, így az ország a 40. legnépszerűbb úti cél a világon. Ciprus 1975 óta teljes jogú tagja a Turisztikai Világszervezetnek.

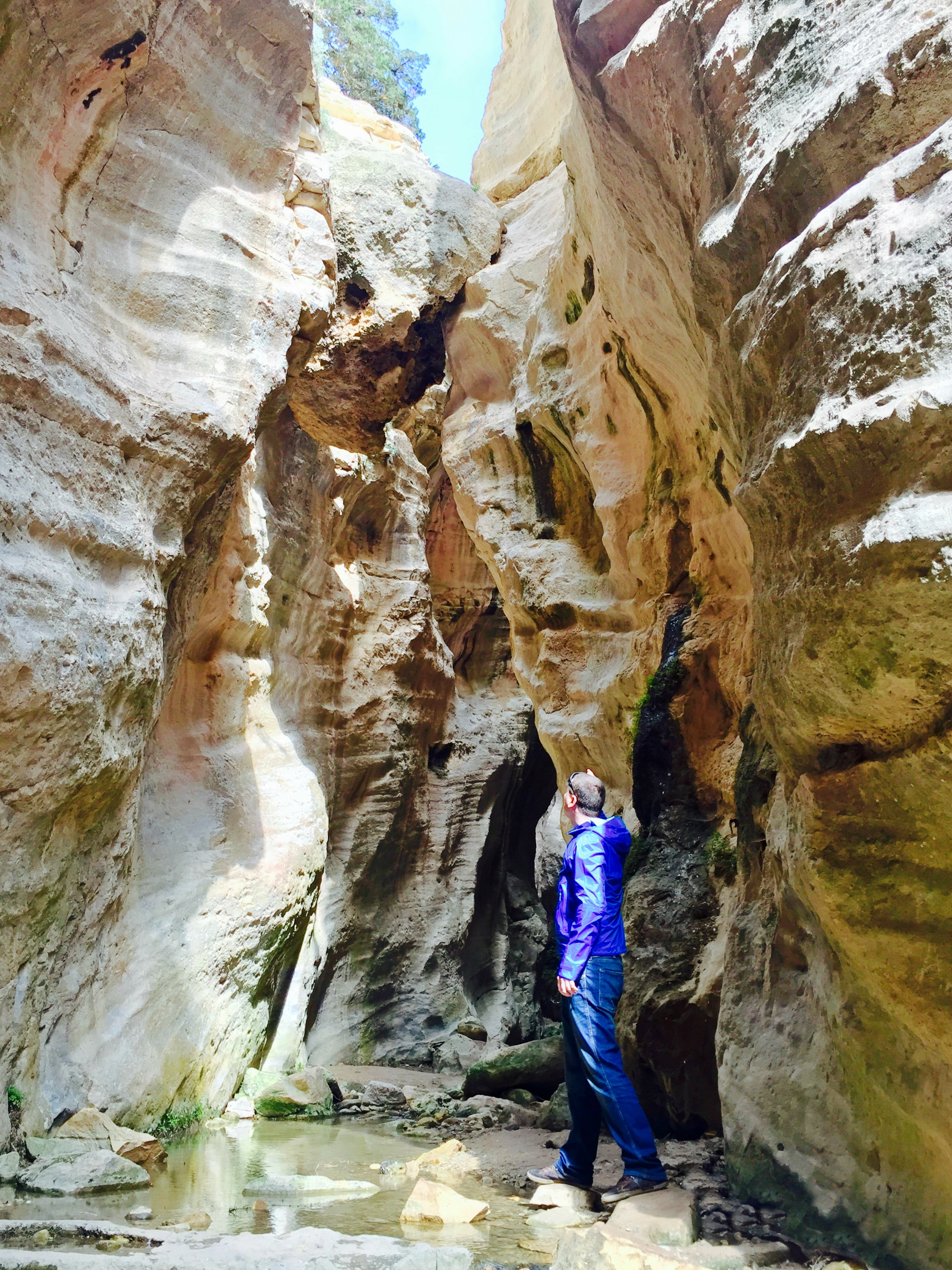
Az Avakas-szurdok az Akamas hegyfoknál

## Történelem
Varószia egykor a világ legnépszerűbb úti céljai közé tartozott, ahová olyan hollywoodi sztárok látogattak, mint Marilyn Monroe, egészen Ciprus 1974-es török megszállásáig. Azóta elhagyatott és a nagy részét fegyveres erők őrzik. Azonban 2020. október 8-án a török hadügyminisztérium Twitteren jelentette be, hogy a város egy része újra látogatható.

## Az idegenforgalom országonként
Az ide érkező turisták többsége Európából jön. Ezeknek a látogatóknak több mint 80% -a Észak-, Nyugat- és Kelet-Európából érkezik, de továbbra is az Egyesült-Királyságból jönnek a legtöbben. Számos tényező hozzájárul ehhez, többek között a széles körben beszélt angol nyelv, valamint az ország brit gyarmati történelme, illetve a brit katonai támaszpontok jelenléte Akrotíri és Dekélia területén. A brit gazdaságnak a 2000-es évek végén bekövetkezett visszaesését az érkező turisták számának csökkenése tükrözte, rámutatva hogy Ciprus túlságosan is rátámaszkodik a turisztikai ágazatra. 2009-ben nagyobb erőfeszítéseket tettek arra hogy fokozzák a más országokból érkező turisták számát. A korabeli geopolitikai fejleményekkel összhangban az orosz turisták lettek a második legnagyobb csoport az érkező turisták számában; ez már a 2000-es évek végén kezdődött és azóta gyorsan növekszik.

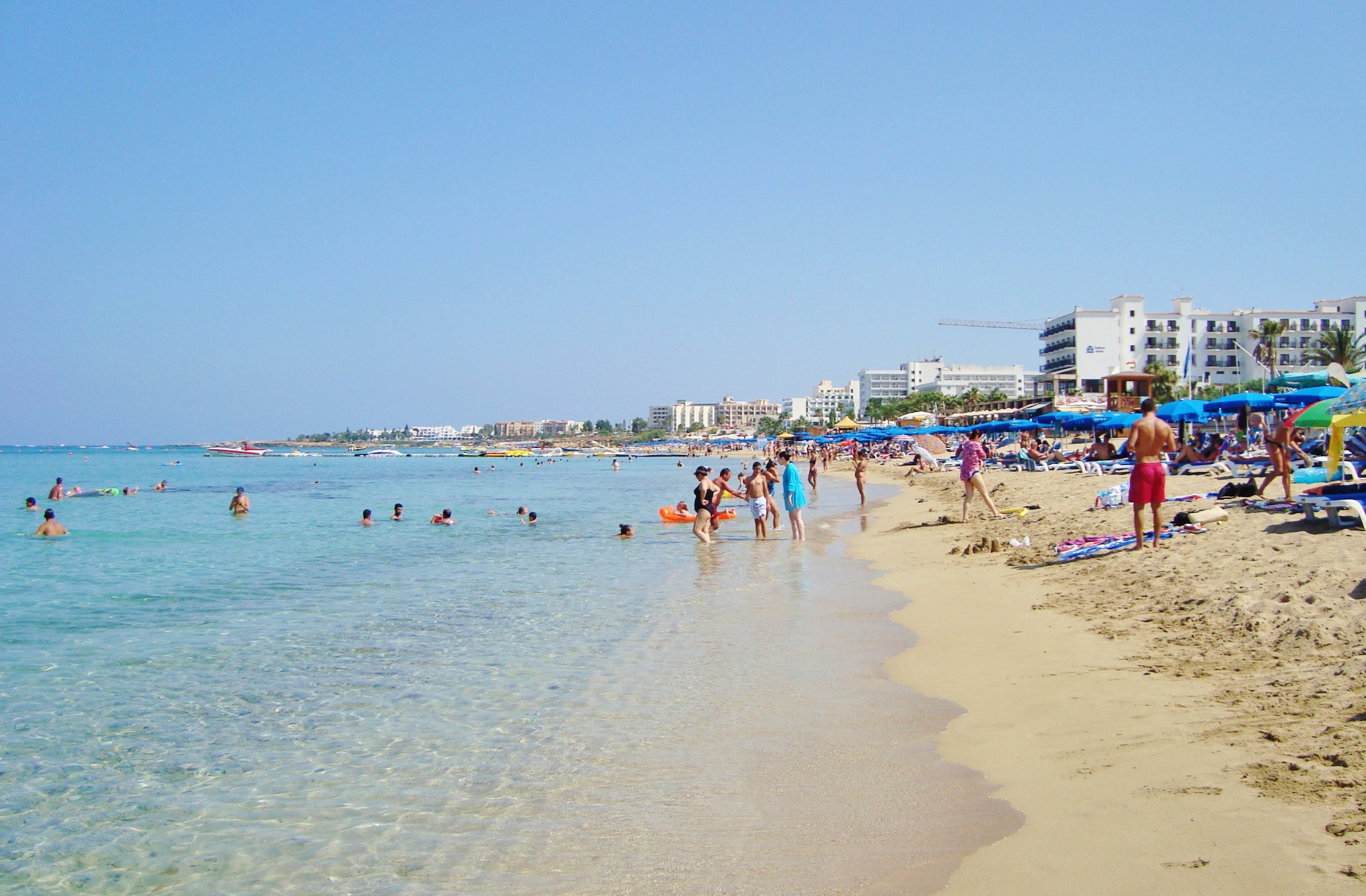
A Protaras strand nyáron

A 2018-as turista szezonban a Ciprusra érkező turisták száma 3,93 millió volt. A legtöbb rövid időre érkező látogató a következő országokból jött:
| Pozíció | Ország                           | 2016      | 2017      | 2018      |
| ------- | -------------------------------- | --------- | --------- | --------- |
| 1       | Egyesült Királyság               | 1,157,978 | 1,253,839 | 1,327,805 |
| 2       | Oroszország                      | 781,634   | 824,494   | 783,631   |
| 3       | Izrael                           | 148,739   | 261,966   | 232,561   |
| 4       | Németország                      | 124,030   | 188,826   | 189,200   |
| 5       | Görögország                      | 160,254   | 169,712   | 186,370   |
| 6       | Svédország                       | 115,019   | 136,725   | 153,769   |
| 7       | Lengyelország                    | 42,683    | 56,665    | 89,508    |
| 8       | Svájc (beleértve Liechtensteint) | 46,602    | 57,540    | 74,216    |
| 9       | Ukrajna                          | 62,292    | 48,190    | 69,619    |
| 10      | Románia                          | 28,741    | 49,304    | 66,969    |

## Versenyképesség

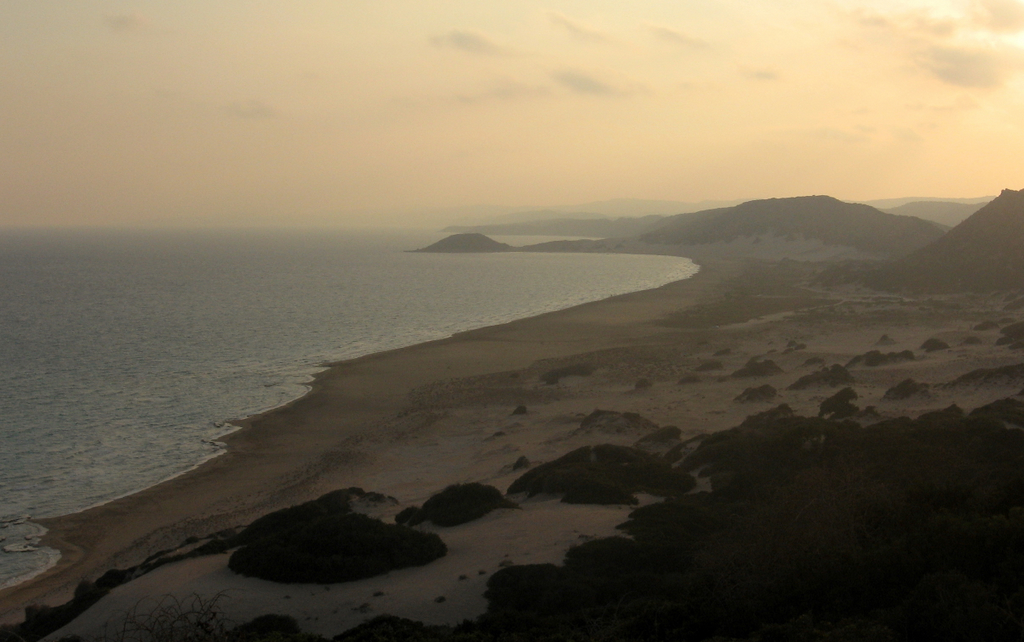
A homokos strandok gyakran a zöld teknősök élőhelye

A Világgazdasági Fórum 2013-as utazás és turizmus versenyképességi jelentése szerint Ciprus idegenforgalmi ágazata versenyképesség szempontjából a 29. helyen áll a világon. Ami a turisztikai infrastruktúrát illeti, Ciprus az első helyen áll. Európa pár legnépszerűbb és legtisztább strandjával az idegenforgalmi ipar nagy része a "tengerpartra" támaszkodik hogy turistákat vonzzon. Ez tükrözi a turisták érkezésének számának szezonális megoszlását, mivel aránytalanul sokan érkeznek a nyári hónapokban. Míg a legtöbb keleti parti üdülőhely, mint például Protaras és Ayia Napa vonzza a szigetre látogató turisták legnagyobb részét március és november folyamán, a sziget nyugati része továbbra is nyitva áll a turisták előtt, ahol nagyobb részt a ciprusi történelmet és kultúrát lehet megnézni illetve olyan különleges sportokat lehet kipróbálni, mint például a golf és a hegymászás, így ezek terjedtek el szélesebb körben az ország nyugati részén.[forrás?]

### Befektetés
Az Utazási és Turisztikai Világtanács 2016-os, szigetről szóló jelentése vázolja, hogy az utazási és turisztikai ágazatba befektetett összeg 2015-ben 273,7 millió euró volt, vagyis az abban az évben az országba beruházott összeg 14,0%-a. 2016-ban 5,3%-kal, a következő tíz évben pedig évente 2,9%-kal fog emelkedni az összeg, így 2026-ra 384,6 millió euró lesz ez az összeg.

### Kék zászló program

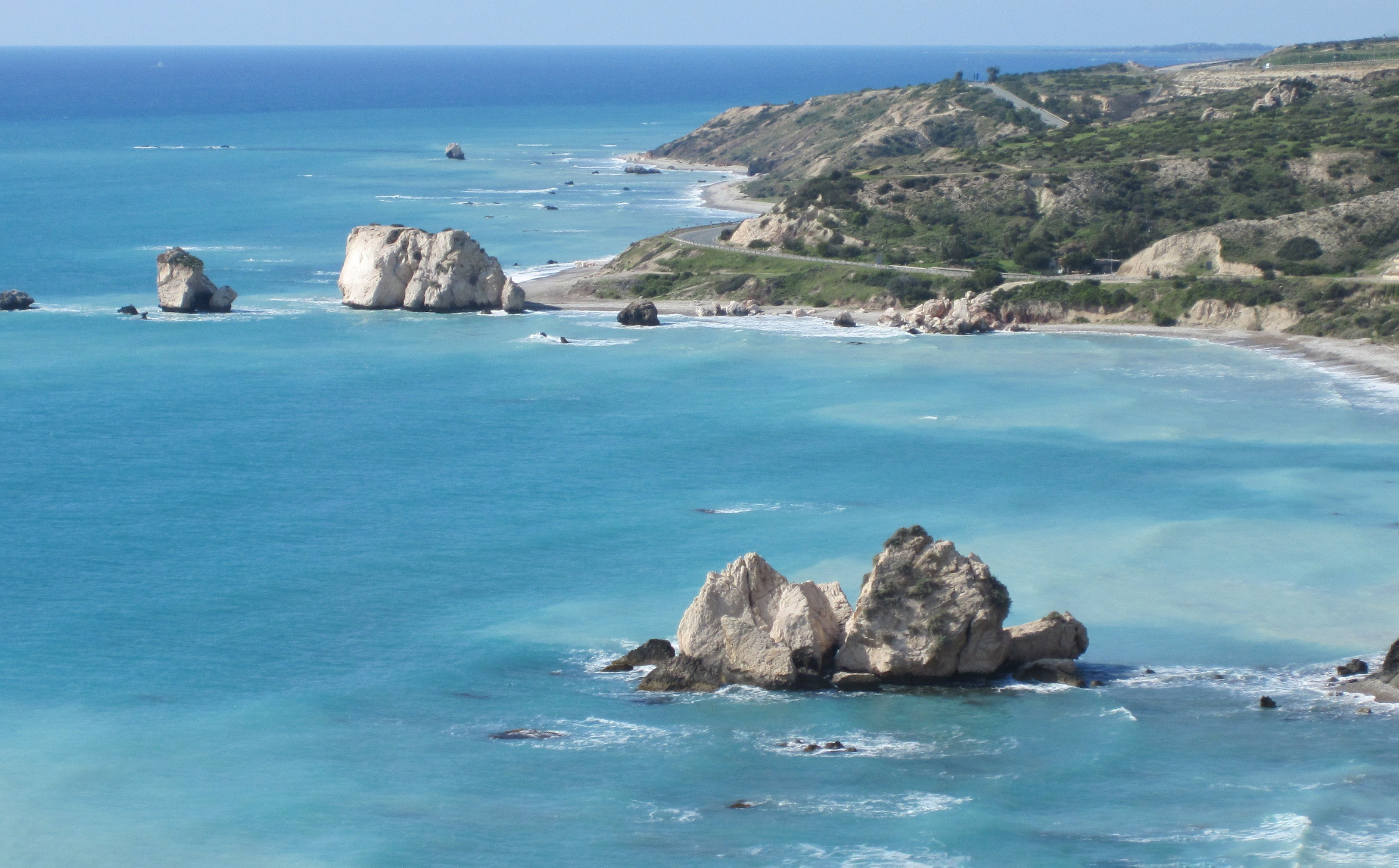
A háttérben "A görög sziklája"

A KPMG legfrissebb jelentése szerint Cipruson vannak a legsűrűbben a kék zászlós strandok, az országon belül is a legtöbb a keleti részen található, ráadásul Cipruson jut a legtöbb kék zászlós strand egy főre.

### Nyelv és szolgáltatás
Az angol a szigeten egy széles körben beszélt nyelv, mivel az ország sok különböző nemzetiségű vendéget fogad. Habár sokan oroszul is beszélnek a turisztikai iparban. A görög és a török nyelv továbbra is a Cipruson beszélt fő nyelvek.

### Oktatás
2012-ben az Eurostat arról számolt be, hogy Írország után Ciprus a legképzettebb ország Európában, mivel Ciprus lakóinak 49,9% -a rendelkezik valamilyen diplomával. 2013-ban csak három másik EU-tagállam fordított több pénzt az oktatásba, mint Ciprus, a GDP arányával mérve (6,5%-ot az 5,0% -os uniós átlaghoz képest).

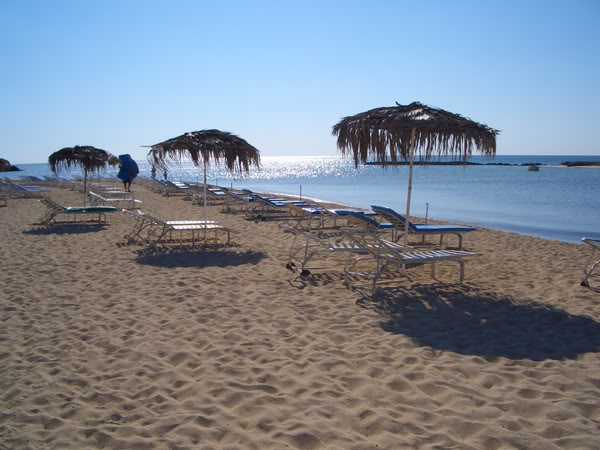
Az Ayia Thekla strand

## A Ciprusi Turisztikai Szervezet (CTO)
A Ciprusi Turisztikai Szervezet, általában CTO-ként rövidítve, görögül KOT, egy félig kormányzati szervezet, amelynek feladata a turisztikai gyakorlatok felügyelete és a sziget idegenforgalmi célpontként való népszerűsítése volt. 2008-ban a CTO 20 millió eurót költött hirdetésekre. 2019-ben a CTO-t az Idegenforgalmi Minisztérium váltotta fel, amely átvette a CTO eszközeit és felelősségét.

## Fordítás
Ez a szócikk részben vagy egészben  a   Tourism in Cyprus című angol Wikipédia-szócikk ezen változatának fordításán alapul.  Az eredeti cikk szerkesztőit annak laptörténete sorolja fel. Ez a jelzés csupán a megfogalmazás eredetét és a szerzői jogokat jelzi, nem szolgál a cikkben szereplő információk forrásmegjelöléseként.